# Tejado
Tejado – gmina w Hiszpanii, w prowincji Soria, w Kastylii i León, o powierzchni 77,96 km². W 2011 roku gmina liczyła 135 mieszkańców.